# Ao no hono-o
Ao no hono-o (青の炎) ou The Blue Light é um filme japonês estreado a 15 de Março de 2003 e realizado por Yukio Ninagawa.